# موشک ژرفاسنج

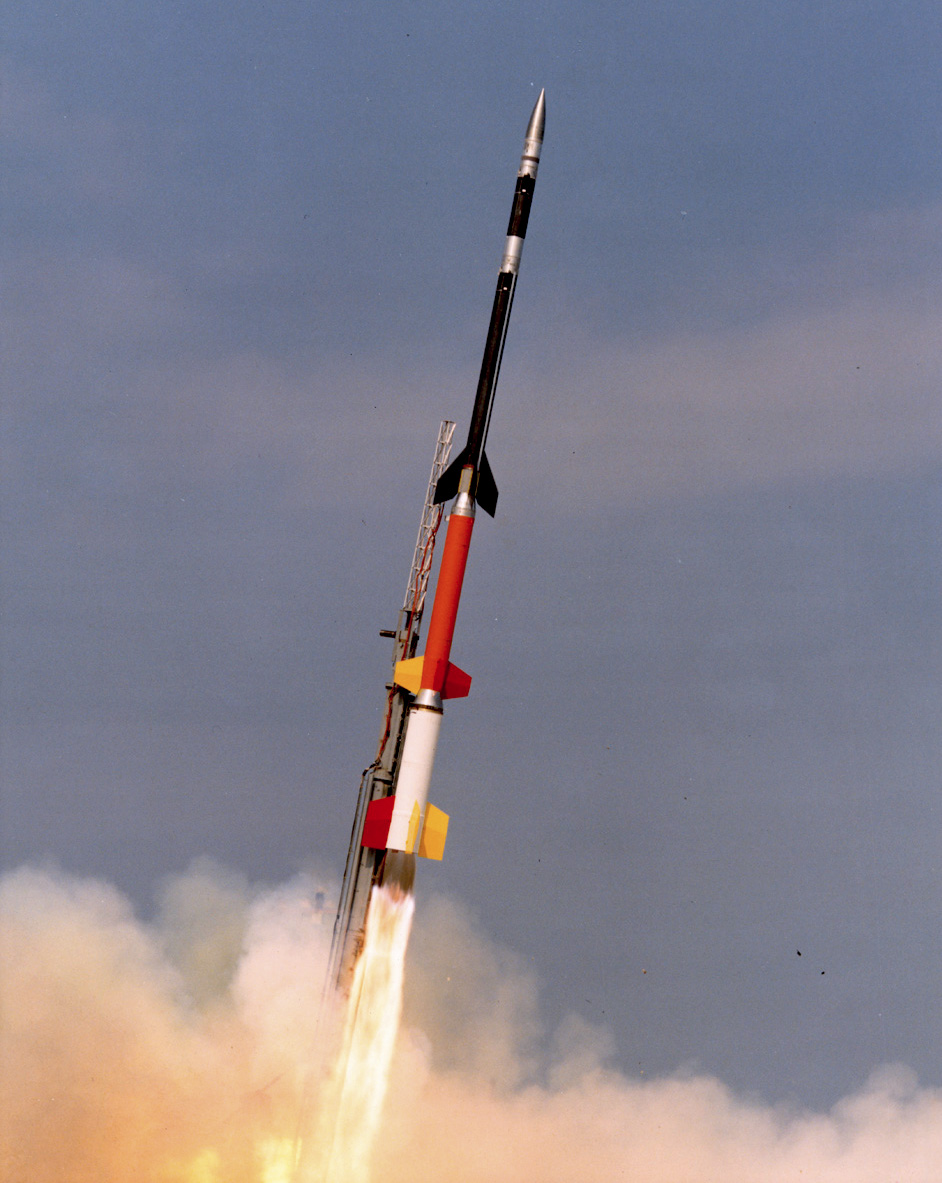
A Black Brant XII being launched from Wallops Flight Facility.

موشک ژرفاسنج یا موشک پژوهش (به انگلیسی: Sounding rocket)، یک موشک حمل‌کننده ابزار است که برای اندازه‌گیری و انجام آزمایش‌های علمی در طول پرواز زیر مداری خود طراحی شده‌است. از این راکت‌ها برای حمل ابزار از ۵۰ تا ۱۵۰۰ کیلومتر (۹۳۲ مایل به ۳۱) ارتفاع بالاتر از سطح زمین استفاده می‌شود، به طور کلی این ارتفاعی است بین بُرد بالون‌های هواشناسی و ماهواره‌ها؛ (حداکثر ارتفاع برای بالون حدود ۴۰ کیلومتر (۲۵ مایل) است و حداقل برای ماهواره حدود ۱۲۰ کیلومتر (۷۵ مایل)) است.برخی راکت‌های ژرفاسنج مانند بلک برانت‌های X و XII، یک اوج بین ۱۰۰۰ و ۱۵۰۰ کیلومتر (۶۲۰ و ۹۳۰ مایل) دارند که این حداکثر اوج کلاس آنهاست. راکت‌های ژرفاسنج اغلب از موتورهای مازاد موشک‌های نظامی استفاده می‌کنند.